# Theodoxus niloticus
Theodoxus niloticus е вид коремоного от семейство Neritidae.

## Разпространение
Видът е разпространен в Египет и Судан.